# Simona Amanarová
Simona Amanarová (rumunsky: Simona Amânar, * 7. října 1979 Constanța) je bývalá rumunská sportovní gymnastka, trojnásobná olympijská vítězka a sedminásobná mistryně světa. Na Letních olympijských hrách 2000 v Sydney se stala absolutní vítězkou v gymnastickém víceboji.

## Do olympiády v Atlantě
Na mezinárodní scéně debutovala v roce 1994, kdy se zúčastnila mistrovství světa i Evropy a na obou šampionátech přispěla k rumunskému zlatu v soutěžích družstev. Průlomem pro ni jako jednotlivkyni byl světový šampionát v roce 1995 v japonském Sabae, kde se stala šampiónkou na přeskoku. Ve víceboji byla po dvou rotacích (prostná a přeskok) na prvním místě, ale nakonec se propadla na čtvrtou pozici.
V olympijském roce 1996 se stala trojnásobnou mistryní Evropy a patřila mezi favority olympiády v Atlantě. Svou pozici obhájila jen částečně, především zásluhou vítězství na přeskoku, když před tím na mistrovství světa v San Juanu na tomto nářadí podlehla krajance Gině Gogeanové. V olympijském finále předvedla perfektní přeskok jurčenko se čtverným obratem s oceněním 9,875 bodu.

## Do olympiády v Sydney
Podruhé v kariéře vybojovala individuální titul mistryně světa v Lausanne v roce 1997 opět na přeskoku. V souboji o titul absolutní mistryně světa rozhodla v její neprospěch sestava na bradlech, za kterou vítězka Světlana Chorkinová získala daleko vyšší známku. Amanarová byla za Chorkinovou druhá. V roce 1999 pomohla družstvu k čtvrtému zlatu na mistrovství světa v řadě, ale ve víceboji z bradel dokonce spadla a skončila bez medaile. V prostných byla druhá za krajankou Andreeou Raducanovou.
Na Letních olympijských hrách 2000 v Sydney byla součástí masového nástupu Rumunska, které nadále vedl jeho proslavený trenér Octavian Belu. Ten připustil, že na postu zůstal právě kvůli důvěře ve schopnosti Amanarové. Rumunsko nejprve porazilo Rusko v soutěži družstev a potvrdilo svou dlouhou neporazitelnost ze světových šampionátů.
Víceboj jednotlivkyň ovlivnila chyba rozhodčích, kteří na začátku závodu špatně nastavili výšku přeskokového koně. Na neregulérním nářadí absolvovala cvičení část závodnic, než se na chybu přišlo. Možnost nápravy na správném nářadí už pro některé gymnastky včetně favoritky Chorkinové přišla pozdě, Rumunky ale měly štěstí a nakonec obsadily první tři místa v pořadí Raducanová, Amanarová a Maria Olaruová. Brzy ale vyšel najevo pozitivní dopingový nález Raducanové způsobený užitím léku na nachlazení předepsaného týmovým lékařem. Amanarová původně prohlásila, že zlato odmítne, ale nakonec ho přijala a korunovala svou kariéru prvním velkým vítězstvím ve víceboji.
Přeskok se jí nepodařil, a tak už medailovou sbírku rozšířila jen bronzem v prostných.

## Po ukončení kariéry
Den po návratu rumunské výpravy domů, kdy místo ní byla vítána jako vítězka diskvalifikovaná Raducanová, Amanarová oznámila, že v 21 letech končí svou sportovní kariéru.
Se sedmi medailemi z olympijských her a deseti z mistrovství světa je jednou z nejúspěšnějších rumunských gymnastek v historii. Mezinárodní společenství její úspěchy uznalo uvedením do gymnastické síně slávy v roce 2007.
V roce 2005 se Amanarová stala místopředsedkyní rumunské gymnastické federace.